# Związek Producentów Audio-Video
La Związek Producentów Audio-Video (nota anche con l'acronimo ZPAV) è l'organizzazione che rappresenta gli interessi dell'industria discografica in Polonia, nonché gruppo nazionale polacco della International Federation of the Phonographic Industry (IFPI).
Fondata nel 1991, la ZPAV è stata autorizzata dal Ministero della Cultura e del Patrimonio Nazionale per agire come organizzazione di gestione dei diritti nel campo dei diritti relativi dei produttori discografici.

## Classifiche
A partire dal 23 ottobre 2000, la ZPAV ha dato vita alla OLiS, atta a stilare le classifiche ufficiali degli album più venduti in Polonia. Per quanto riguardano le classifiche dei singoli, queste ultime sono state create soltanto a partire dal 2010.

## Certificazioni
Dal 1º agosto 2021, i criteri di certificazione stabiliti dalla ZPAV sono i seguenti:
Album
| Tipo album           | Oro    | Platino | Diamante |
| -------------------- | ------ | ------- | -------- |
| Standard (stranieri) | 10 000 | 20 000  | 100 000  |
| Standard (polacchi)  | 15 000 | 30 000  | 150 000  |
| Raccolte             | 15 000 | 30 000  | 150 000  |
| Classica/Jazz/Blues  | 5 000  | 10 000  | 50 000   |
| Colonne sonore       | 10 000 | 20 000  | 100 000  |

Album video
| Tipo album      | Oro   | Platino | Diamante |
| --------------- | ----- | ------- | -------- |
| Standard        | 5 000 | 10 000  | 50 000   |
| Musica classica | 2 500 | 5 000   | 25 000   |
| Jazz            | 2 500 | 5 000   | 25 000   |

Singoli
| Oro    | Platino | Diamante |
| ------ | ------- | -------- |
| 25 000 | 50 000  | 250 000  |